# Lligacames

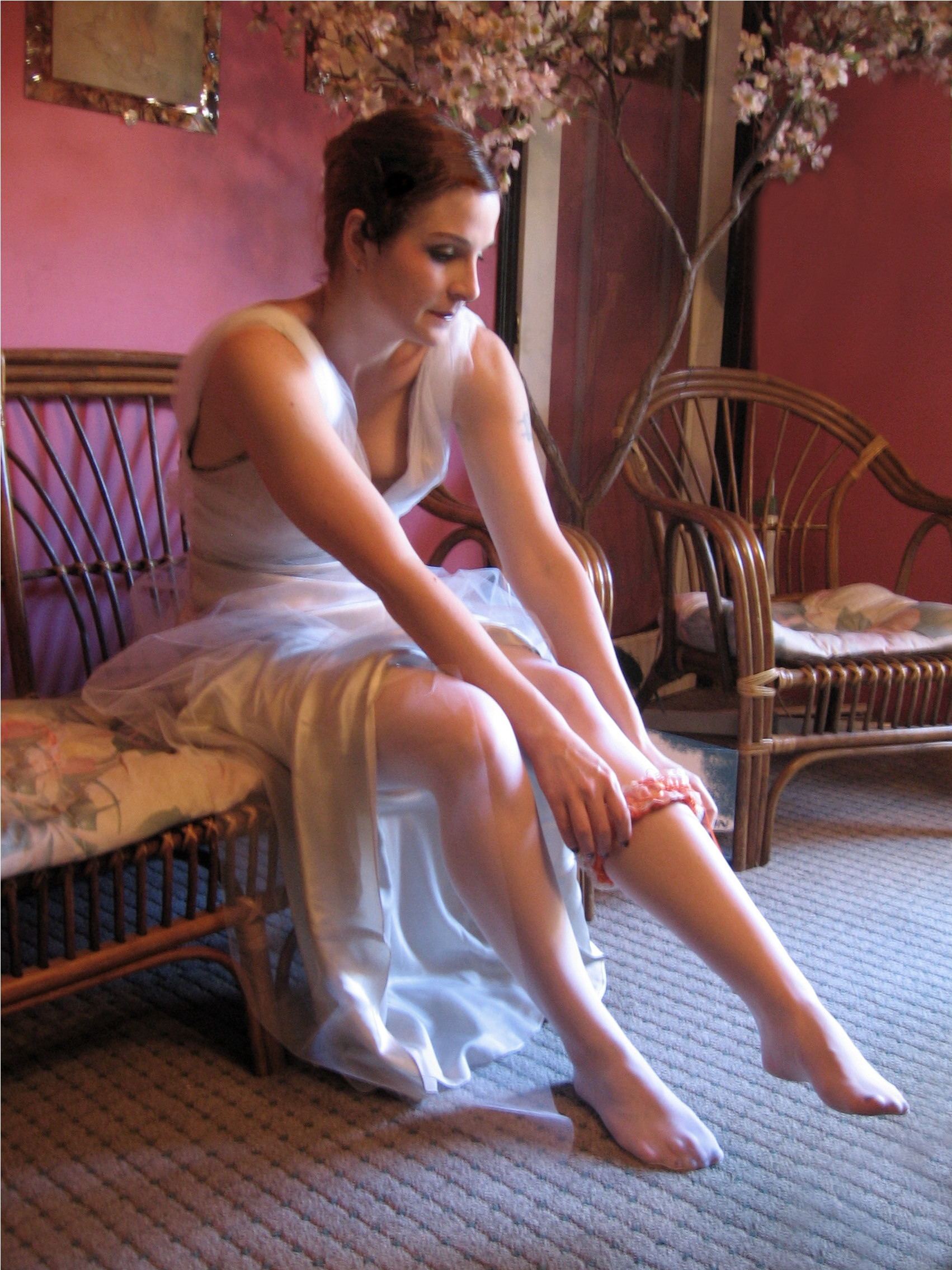
Dona posant-se una lligacama

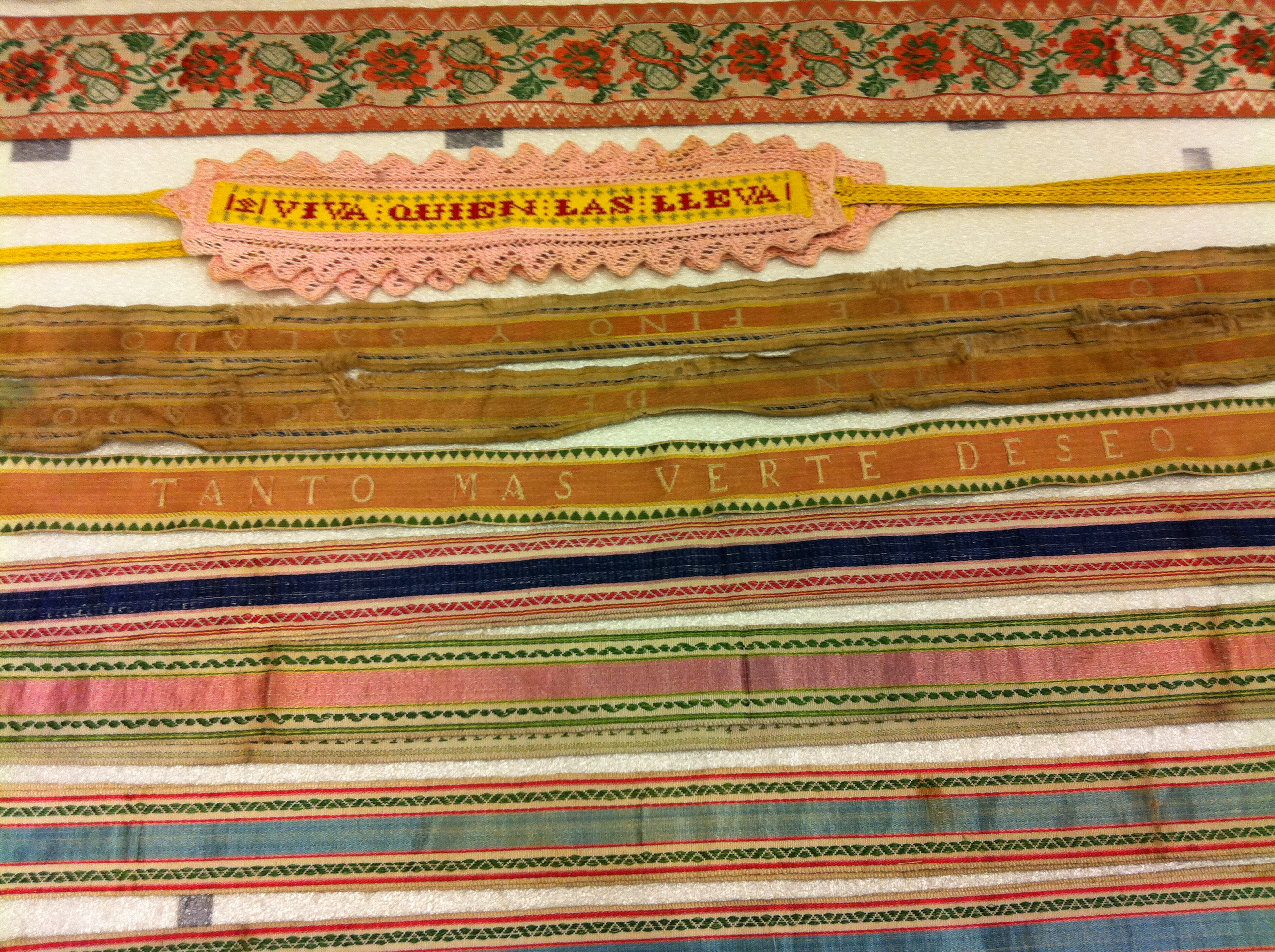
Col·lecció de lligacames al Centre de Documentació i Museu Tèxtil de Terrassa.

Una lligacama, camalliga, garrotera o lliga és bàsicament una cinta amb què se subjecten a la cama o a la cuixa els mitjons o les mitges per tal d'evitar que s'arruguin o caiguin cames avall.
El català lligacama equival a l'anglès suspender, esp. liga, fr. jarretière, it. giarrettiera, port. liga, etc.
La lligacama feia la volta entorn de la cama, normalment just sota o sobre el genoll, aprofitant que la part de la cama immediatament inferior és més gruixuda, i premia la mitja, que no era de teixit elàstic i necessitava la lligacama per a aguantar-se; la femenina es tancava amb un llacet. De vegades alguns mitjons o mitges tenien traus per a fer-hi passar la lligacama alternativament a fora i a dins, i assegurar-se així una subjecció més eficaç. Més endavant s'hi han incorporat els materials elàstics, amb la qual cosa ja no necessiten tanca.
La lligacama femenina solia estar brodada o adornada amb puntes.
Tradicionalment també els homes havien portat una mena de lligues, però baixes (a l'alçada del tou de la cama o més avall); primer, per a subjectar les mitges, mentre s'usaren peces com el calçó (i l'origen de l'Orde de la Garrotera hi està íntimament lligat); més endavant, per a subjectar els mitjons, en ésser adoptat el pantaló. Emperò, això no obstava perquè les lligues de dona fossin un fetitxe eròtic ja coetàniament; per exemple, foren una de les claus de l'èxit del cancan.
Al cap de segles d'ús, a cavall dels anys vint i trenta del segle XX les lligacames femenines foren desplaçades de la quotidianitat pels portalligues, més pràctics i segurs. Quant a les lligues d'ús masculí, desaparegueren del tot a partir dels anys cinquanta, amb la generalització dels materials elàstics i adaptables.
Actualment, amb la generalització dels pantis i, encara, amb l'aparició de les mitges i mitjons de teixits adaptables, les lligacames femenines ja no són necessàries, però de vegades s'utilitzen com a accessori decoratiu o com a part integrant del joc eròtic. Per exemple, és una peça que, sovint a una sola cama, sol fer il·lusió de portar a les núvies el dia del seu casament.